# Cyclosternum obscurum
Cyclosternum obscurum är en spindelart som beskrevs av Simon 1891. Cyclosternum obscurum ingår i släktet Cyclosternum och familjen fågelspindlar. Inga underarter finns listade i Catalogue of Life.